# Christian Gose
Christian Gose (* 6. Juli 1990 in Bad Muskau, DDR) ist ein ehemaliger deutscher Eishockeyspieler, der zehn Spiele für die Iserlohn Roosters in der Deutschen Eishockey Liga (DEL) bestritt und darüber hinaus vor allem in der Eishockey-Oberliga aktiv war.

## Karriere
Nach einem Jahr in der Deutschen Nachwuchsliga wechselte Gose 2006 von der Nachwuchsabteilung des ES Weisswasser in die des Iserlohner EC. Hier spielte der Stürmer sowohl in der Junioren-Bundesliga für die Young Roosters, als auch in der Regionalliga NRW für die 1b-Mannschaft. Wie bereits im Vorjahr erreichte Gose in der Saison 2007/08 mit seinem Team die Aufstiegsrunde zur Oberliga.
In der Saison 2008/09 absolvierte der Angreifer erstmals DEL-Spiele für die Iserlohn Roosters, stand aber auch weiterhin im Kader des 1b-Teams. Mitte Juni 2009 verließ Gose den Verein und schloss sich dem Oberligisten EHC Dortmund an. Nach wenigen Monaten, die er in Dortmund unter Vertrag stand, verließ er den Klub wieder, da er bei den Westfalen zu wenig Einsatzzeit bekam. Daraufhin kehrte Gose in die Regionalliga zurück und unterschrieb einen Vertrag bei Lippe-Hockey-Hamm.
In der Saison 2010/11 spielte er beim Oberligisten EHF Passau Black Hawks, anschließend drei Jahre bei den Hammer Eisbären. Von 2014 bis 2022 war er mit Unterbrechungen auf Amateurebene für die Eisadler Dortmund aktiv.

## Karrierestatistik
(Legende zur Spielerstatistik: Sp oder GP = absolvierte Spiele; T oder G = erzielte Tore; V oder A = erzielte Assists; Pkt oder Pts = erzielte Scorerpunkte; SM oder PIM = erhaltene Strafminuten; +/− = Plus/Minus-Bilanz; PP = erzielte Überzahltore; SH = erzielte Unterzahltore; GW = erzielte Siegtore; 1 Play-downs/Relegation; Kursiv: Statistik nicht vollständig)